# Flora Brasilica
Flora Brasilica (abreviado Fl. Bras. (Hoehne)) es un libro con ilustraciones y descripciones botánicas que fue escrito por el botánico y ecólogo brasileño; Frederico Carlos Hoehne y publicado en Sao Paulo en fascículos en los años 1940-1968.

## Publicación
- Fascículo nº 1 (vol. XII, I; 1-12 compl.). Orchidaceas. Gêneros 1.-12. / por F.C. Hoehne --
- Fascículo nº 2 (vol. XXV, II; 122). Leguminosas--Papilionadas. Gênero 122 / por F.C. Hoehne --
- Fascículo nº 3 (vol. XXV, III; no. 128 e 128a). Leguminosas--Papilionadas. Gêneros 128 e 128a / por F.C. Hoehne --
- Fascículo nº 4 (vol. XXV, III; 126 e 127). Leguminosas--Papilionadas. Gêneros 126 e 127 / por F.C Hoehne --
- Fascículo nº 5 (vol. XII, VI (completo)). Orchidaceas. Gêneros 97-114 / por F.C.¹Hoehne --
- Fascículo nº 6 (vol. XV, II). Aristolochiaceas / por F.C. Hoehne --
- Fascículo nº 7 (vol. XLVIII; 1-14). Labiadas. Gêneros 1-14 / por C. Epling & J.F. Toledo --
- Fascículo nº 8 (vol. XII, II (completo)). Orchidaceas. Gêneros 13-43 / por F.C. Hoehne --
- Fascículo nº 9 (vol. XLI, I). Onagraceas / p